# 朱邦衡
朱邦衡（?—?），字秋崖，又字敬輿。蘇州人。
朱邦衡和其侄朱文遊受業於同邑余蕭客，稱余門高弟。常住滋蘭堂，助余蕭客校輯古籍。輯有惠棟《後漢書補注稿》抄本二十五卷。